# Sociedade Filarmónica Pedroguense
A Sociedade Filarmónica Pedroguense é uma associação musical portuguesa com sede em Pedrógão Grande. Atualmente é composta por cerca de 40 elementos, sob a orientação musical do maestro Vítor Feitor.

## História
Perde-se no tempo a data da sua fundação. Segundo informações obtidas em 1863, era pároco em Pedrógão Grande, o Padre Albino Simões Dias, da Benfeita, tio do poeta José Simões Dias.
Nessa época, terminou a escola de Latim sediada na Rua Rica e fundou a Filarmónica Pedroguense.
A mesma afina o seu instrumental em tom normal, conta com cerca de quarenta elementos, onde predomina a juventude. O seu fardamento é constituído por boné, casaco, calça azul escura, camisa azul clara, gravata e platinas azuis com lira dourada.
O seu estandarte é de cor azul claro ostentando ao centro a lira dourada entre duas palmas, sobre a qual se insere na parte superior o Brasão da Vila de Pedrógão Grande, com a inscrição “FILARMÓNICA DE PEDRÓGÃO GRANDE”.
Os seus corpos administrativos são formados pela Assembleia Geral, Conselho Fiscal e Direcção.
É uma Associação sem fins lucrativos, rege-se pelos seus Estatutos e Regulamento Interno e tem o dever de promover a instrução da música aos sócios.
Como todas as Instituições, também a esta Filarmónica tem sentido altos e baixos na sua já longa história. Teve várias sedes, tais como na Rua Dr. José Jacinto Nunes, Rua do Eirado, Largo da Misericórdia e actualmente encontra-se a funcionar na Rua Padre José Ferreira.
Sobrevive das cotas dos seus associados, apoios da Câmara Municipal de Pedrógão Grande, Junta de Freguesia de Pedrógão Grande, Junta de Freguesia da Graça, Junta de Freguesia de Vila Facaia, Governo Civil de Leiria, INATEL e dos apoios de alguns bons amigos Pedroguenses.
Teve durante a sua existência vários regentes, tais como: Sanches e Sales em 1930, José Luís Conceição Dores em 1940, Luís Vale e Neto em 1954, José Medeiros, Afonso, João Gualberto, Raul Morais Franco, José Mendes Arriaga, Asdrubal Caetano, Diogo Santana, Viso Marques, o pedroguense José Roldão, José Antero e actualmente Vítor Manuel Rodrigues Feitor, natural de Benavente. 

## Actividades
Pela sua vasta carreira, apresentou o seu vasto reportório, honrando e dignificando o bom nome da Vila de Pedrógão Grande por várias portas do país, nomeadamente nos festejos de lugares como, Ervideira, Derreada Cimeira, Regadas, Escalos do Meio, Picha, Louriceira, Pesos, Valongo, S. Vicente dos Pinheirais, Senhora da Piedade, Graça, Atalaia, Vila Facaia, Salaborda Nova, Mosteiro, Troviscais, Madeirã, Campelo, Pampilhal, Moita, Sapateira, Coentral, Castanheira de Pêra, festejos religiosos do concelho como a festa de Nossa Senhora dos Milagres, Semana Santa, Senhor dos Passos, Páscoa, em datas memoráveis como o 25 de Abril e 24 de Julho (feriado municipal) e ainda em Lisboa com a participação num almoço convívio, organizado pela Casa de Pedrógão Grande. É de referir no entanto que, muitos mais festejos existem, mas por não haver registos, de momento não são mencionados.

## Outras Actividades
Com o intuito de agilizar o processo de aprendizagem dos alunos e a formação de jovens músicos, foi criada a Escola de Música da Filarmónica Pedroguense a 05.10.1999 pelo anterior maestro José Antero. Sob a orientação do actual maestro, conta actualmente com cerca de 30 alunos divididos por três turmas com diferentes graus de aprendizagem, com aulas permanentes uma vez por semana. Possui também o contributo no ensino musical da monitora Patrícia Mendes, clarinetista nesta colectividade, e também de alguns executantes da filarmónica. Alguns dos alunos que iniciaram os seus estudos na escola já integram as fileiras da nossa Filarmónica.
Outrora, a Eucaristia era cantada em Latim e tocada pela Filarmónica Pedroguense, tendo um enorme êxito naquela época. Actualmente a Filarmónica continua com esta tradição, no entanto, na sua grande maioria os cânticos são em português para que possam ser acompanhados pelas Assembleias que assistem aos serviços religiosos.
Esta colectividade possui o Estatuto de Associação de Utilidade Pública.

## Endereço
Sociedade Filarmónica Pedroguense
Rua Padre José Ferreira
3270-126 Pedrógão Grande